# Parakiefferiella subaterrimus
Parakiefferiella subaterrimus är en tvåvingeart som först beskrevs av Malloch 1915.  Parakiefferiella subaterrimus ingår i släktet Parakiefferiella och familjen fjädermyggor.
Artens utbredningsområde är Illinois. Inga underarter finns listade i Catalogue of Life.